# سيتي نورهاليزا
سيتي نورهاليزا بنت تارودين (Siti Nurhaliza binti Tarudin) مغنية وممثلة ماليزية وسيدة أعمال من مواليد 11 يناير 1979. وحصلت حتى الآن على أكثر من 200 جائزة محلية ودولية.

## حياتها

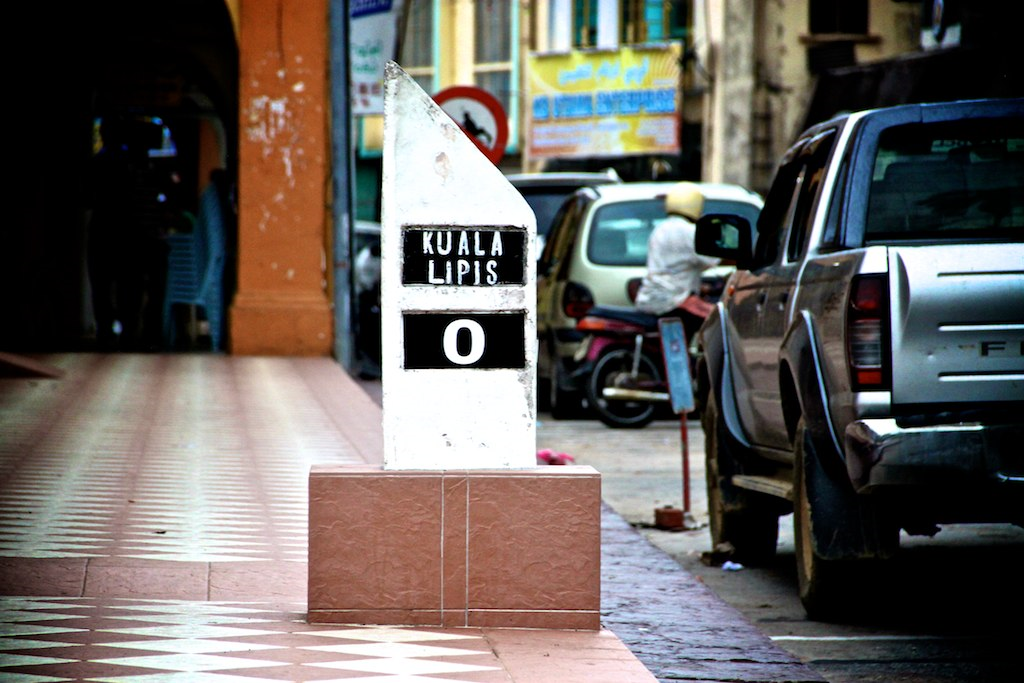
علامة حدودية لمدينة كوالا ليبيس حيث قضت ستي معظم طفولتها.

ولدت ستي يوم الخميس 11 يناير 1979 (ما يعادل 12 صفر 1399 هجرية) في ثكنات شرطة كامبونغ أواه، تيميرلوه، فهغ، وهي الطفل الرابع بين سبعة أشقاء لتارودين إسماعيل (1942-2009)، ضابط شرطة برتبة عريف وستي سلمى بشيك (مواليد 1948)، ربة منزل وتاجرة. ينحدر من عائلة من محبي الموسيقى، حيث يعمل إخوته سيف البحري وسيتي نورصيدة وستي نورصيرة أيضًا كمغنيين، ومن بين أشقائه الآخرين سيف الله سهير (متوفى)، سيفوليزان، محمد حافظ ومحمد علي. كان جده بشيك عبد الرحمن عازف كمان مشهوراً، بينما كانت والدته مغنية إيقاعية مشهورة. ستي هي المغنية الرئيسية في فرقة "فاميلي جروب" التي أسسها عمها عبد الرحيم بشيك. كما تنشط ابنة عمه رفيدة إبراهيم في الموسيقى والتمثيل.
خلال طفولته، شارك أيضًا في العديد من الأنشطة المدرسية واللامنهجية، بما في ذلك الرياضة والكلام. تلقت سيتي تعليمها المبكر في مدرسة حضانة بيركب، مركز شرطة كامبونغ أواه، تيميرلوه. وهنا بدأ إبراز موهبته الغنائية في سن السادسة عندما أدى الأغنية التقليدية "Sirih Pinang" في نهاية العام الدراسي. حصل على تعليمه المبكر في مدرسة كليفورد الوطنية الابتدائية، ثم واصل دراسته في المرحلة الثانوية في مدرسة كليفورد الوطنية المتوسطة في كوالا ليبيس، فهغ.
نشأ في عائلة بسيطة، في سن التاسعة، استيقظ في وقت مبكر من الساعة 4:00 صباحًا لمساعدة والدته في صنع وبيع العديد من الكعك محلي الصنع في الحي الذي يسكن فيه، حيث تقوم سيتي أيضًا في بعض الأحيان بإسقاط ثلاثة سلالم، وهي سلالم مؤقتة طاولة إلى الشارع الرئيسي لفتح كشك صغير. وعلق بأن كل المصاعب التي واجهها لم تساعده على أن يكون أكثر اقتصادا عند التسوق فحسب، بل ساعدته أيضا على أن يكون أكثر ثقة عند التواصل مع الناس. وقال أيضًا إن التجربة برمتها ساعدت في تحسين مهاراته الصوتية عند الصراخ لجذب انتباه العملاء. بالإضافة إلى المشاركة في العديد من مسابقات الغناء المحلية، اتبعت ستي أيضًا عمها عبد الرحيم بشيك في العروض الدعوية مثل حفلات الزفاف وحفلات العشاء مما ساعدها على تقديم العروض الحية.
في سن 13 عامًا، اتبعت ستي عمها في العروض المدعوة مثل حفلات الزفاف والمآدب لتكشف عن نفسها كمغنية حية، وبالتالي تلقت استجابة جيدة من المجتمع المحلي. فازت سيتي أيضًا بأول مسابقة غنائية لها في سن الثانية عشرة، عندما غنت الأغنية الوطنية "Bahtera Merdeka" في كرنفال كوالا ليبيس بالتزامن مع "أغنية شهر الاستقلال". كانت سيتي نشطة في الرياضة، وخاصة كرة الشبكة عندما كانت في المدرسة؛ وقد تم إثبات ذلك في Fiesta Media Idola 2006 في كوانتان عندما كان حامل الشعلة مع الممثلة فاشا ساندها. في عام 1994، عندما كان يبلغ من العمر 15 عامًا، ظهر في Minda Pelajar، وهو ملحق تعليمي لصحيفة Berita Harian بعد أن رصد Tamrin Anuar، مراسل Berita Harian في ذلك الوقت، أداء فرقته في المدرسة. في عام 2014، أشار إلى هذه المقابلة باعتبارها أول تعرض له في صناعة الترفيه. وقالت سيتي: "كانت الأخبار في ذهن الطالب بمثابة دليل بالنسبة لي للمغامرة في مجال الفن على الرغم من أنني كنت أحلم في ذلك الوقت بأن أصبح شرطيًا". كما لعب دورًا صغيرًا في دراما تلفزيونية مع زيزي إيزيت عندما كان في الصف الرابع.

## روابط خارجية
- سيتي نورهاليزا على موقع IMDb (الإنجليزية)
- سيتي نورهاليزا على موقع ميوزك برينز (الإنجليزية)
- سيتي نورهاليزا على موقع أول ميوزيك (الإنجليزية)
- سيتي نورهاليزا على موقع أول ميوزيك (الإنجليزية)
- سيتي نورهاليزا على موقع ديسكوغز (الإنجليزية)
- سيتي نورهاليزا على موقع ديسكوغز (الإنجليزية)
- سيتي نورهاليزا على موقع قاعدة بيانات الفيلم (الإنجليزية)
- سيتي نورهاليزا على موقع قاعدة بيانات الفيلم (الإنجليزية)
- سيتي نورهاليزا على موقع قاعدة بيانات الفيلم (الإنجليزية)